# Corryocactus brevistylus

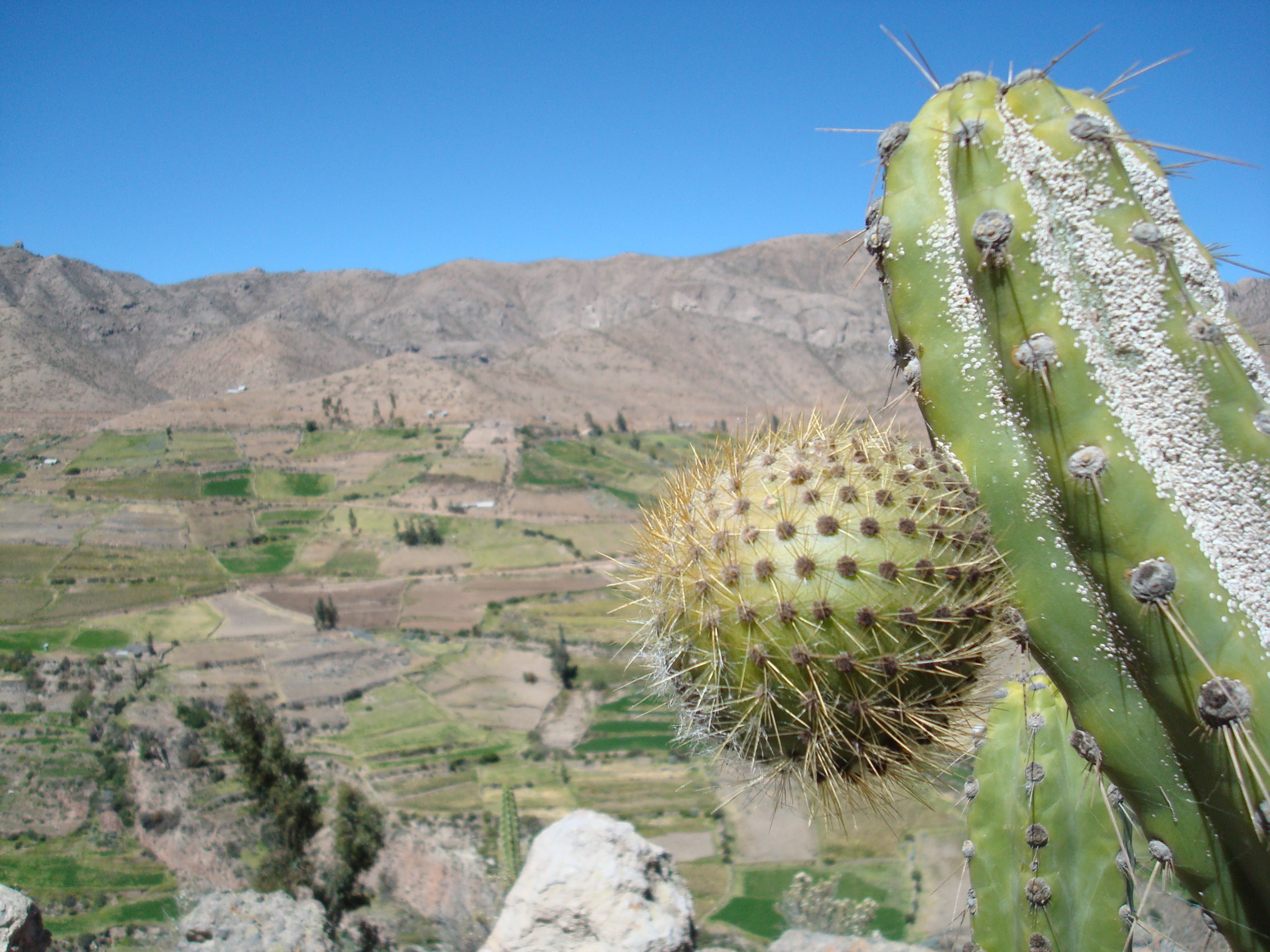
Frucht

Corryocactus brevistylus ist eine Pflanzenart in der Gattung Corryocactus aus der Familie der Kakteengewächse (Cactaceae). Das Artepitheton brevistylus leitet sich von den lateinischen Worten brevis für ‚kurz‘ sowie stylus für ‚Griffel‘ ab. Spanische Trivialnamen sind „Chona“, „Guacalla“ und „Sancayo“.

## Beschreibung
Corryocactus brevistylus wächst mit von der Basis aus reich verzweigten Trieben mit Wuchshöhen von 2 bis 5 Metern und bildet große Gruppen. Die dunkelgrünen bis hellgrünen bis gelblich grünen Triebe weisen Durchmesser von 12 bis 15 Zentimeter auf. Es sind sechs bis acht gelegentlich sehr auffällige Rippen vorhanden. Die etwa 15 anfangs bräunlichen Dornen werden später heller. Sie sind sehr ungleich und meist 1 bis 3 Zentimeter lang. Einige von ihnen sind jedoch 20 bis 24 Zentimeter lang.
Die breit trichterförmigen, goldgelben, duftenden Blüten sind bis zu 9 Zentimeter lang und messen 6 bis 10 Zentimeter im Durchmesser. Die kugelförmigen, grünlichen Früchte sind anfangs bedornt und erreichen einen Durchmesser von 7 bis 10 Zentimeter.

## Verbreitung, Systematik und Gefährdung
Corryocactus brevistylus ist im  Süden Perus und im Norden Chiles in Höhenlagen  oberhalb von 2000 Metern verbreitet.
Die Erstbeschreibung als Cereus brevistylus erfolgte 1913 durch Friedrich Karl Johann Vaupel. Nathaniel Lord Britton und Joseph Nelson Rose stellten die Art 1920 in die Gattung Corryocactus.
In der Roten Liste gefährdeter Arten der IUCN wird die Art als „Least Concern (LC)“, d. h. als nicht gefährdet geführt.

## Nutzung
Die Früchte werden als Obst genutzt. Triebe und Früchte werden in Peru außerdem in der Medizin eingesetzt.

## Nachweise